# Château d'Helfedange
Le château d'Helfedange se situe à Guinglange, dans le département de la Moselle (France).

## Architecture
Ancienne ferme fortifiée bâtie au XIIe siècle, ce château est composé d'un bâtiment rectangulaire formé de quatre corps et de deux tours rondes. Certaines parties datent du XVIIe siècle.

## Histoire
En 1259, Herman von Kriechingen (de Créhange en français) lègue le château d’Helfedange à son fils ainé Similo Helfingen (devenu Helfedange). En 1313, la seigneurie est mentionnée comme fief de l’évêché de Metz. En 1342, le château est une propriété de la maison de Beaupar (ou Bayer de Boppard, voyez Thierry V Bayer de Boppard). Au XVIe siècle, il est cédé à Pierre Nimsgern, secrétaire de l’empereur Charles Quint qui le vend à Jean IV de Nassau-Sarrebruck. En 1563, il est légué par testament à ses deux fils naturels, Jean et Philippe. En 1582, Louis, comte de Nassau, héritier collatéral de Jean de Nassau-Sarrebruck, est mis en possession de la terre d’Helfedange, car les fils naturels décèdent successivement sans descendance.
En 1602, le baron Pierre-Ernest de Créhange et Puttelange achète la terre d’Helfedange pour le prix de 40 000 florins soit 120 000 livres, au nom de son épouse, Anne-Sibile de Nassau et avec les biens propres de celle-ci. En 1654, la terre est vendue au duc Eberhard VII de Wurtemberg, ou seulement donnée en gage selon d’autres sources : en 1669, le comte de Créhange, hériter d’Anne-Sibile fait opposition, avec succès, à la cession par le duc, du château au chevalier Quirinus von Höhnstedt, seigneur de Weitenburg et de Sulzau (Souabe),. Un acte du parlement de Metz, en date d’octobre 1663, menace le duc de saisir la seigneurie « qu’il détient à titre d’engagement des comtes de Créhange », s’il ne règle pas une dette privée. Toujours est-il qu’en 1679, le duc vend la seigneurie à Jean X, rhingrave de Kirbourg et Morhange pour 10 500 florins. Peu de temps après, en 1682, Jean, comte du Rhin, de Salm et de Morhange, seigneur de Fénétrange, demeurant au château de Morhange, en cède la jouissance à Luc Leroy de Monluc, capitaine et major au régiment de Bertillac, et à Antoinette de Lampugnan son épouse.
En 1718, après la mort de la princesse palatine Élisabeth-Jeanne, veuve de Jean (1635-1688), dernier rhingrave de la branche de Kirburg, la terre revient aux comtes de Créhange, selon Le grand dictionnaire historique, par testament d’Élisabeth-Jeanne au « jeune prince de Salm ». Le parlement de Metz, casse le testament et attribue, en 1719, la seigneurie à Anne-Dorothée de Ribeaupierre et à Marie-Charlotte de Créhange, autres héritières de Jean X.
En 1730, le château est la propriété de François Morin, avocat au parlement. En 1779, il est propriété de François d’Amelin de Rochemorin qui modifie le château dans sa forme actuelle. En 1789, le domaine est érigé en sénatorerie.
En 1818, le baron Jacques François Célini de Cressac et son épouse Thérèse Antoinette Walburge d’Arnoult de Soleuvre en font l’acquisition avec l’aide du « milliard » voté par les députés pour compenser les spoliations de la Révolution française.
À partir de 1822 et jusqu’en 1832, le château est loué pour accueillir les premières générations de l’École normale supérieure d’instituteurs de la Moselle, qui présente la particularité d’appartenir aux toutes premières écoles normales fondées en France.
En 1939, alors que débute la Seconde Guerre mondiale, le château d’Helfedange abrite le quartier-général du secteur fortifié de Faulquemont. En février 1940, il se retrouve affecté auprès de l’état-major, Secteur Postal 134. En 1940, il est occupé par la 167.ID du général Oskar Vogl. En 1944, c’est au tour des troupes américaines d’occuper le château.
Aujourd’hui, le domaine d’Helfedange appartient aux descendants d’Antoine Louis Célini de Cressac de Soleuvre (fils du baron Jacques François Célini) et de son épouse Henriette, baronne de Vincent. Le château est privé et ne se visite pas.

## Toponymie
- Ancien noms[7],[8]: Herfelange (1270), Herferdanges (1308), Helfedinges (1323), Helfedenges (1334), Helfedanges (1350), Helfeldinga et Helfeldingen (1365), Hellefredange (1370), Helferdanges et Herfeldanges  (XVe siècle), Heledange (1426), Helffedange (1453), Helfedingen (1459), Helffelingen (1460), Elfedanges (1561), Helfidenges (1594), Helfingen (XVIIe siècle), Helslage (1610), Halfedange (1722), Halfidengen (1756).
- En allemand: Helflingerschloss[7].

## Liens
- Blog des amis d'Helfedange